# Sarojini Naidu
Sarojini Naidu ou Sarojini Chattopadhyaya (Hyderabad, 13 de fevereiro de 1879 – Lucknow, 2 de março de 1949), também conhecida pela alcunha Bharatiya Kokila (o rouxinol da Índia), foi uma escritora, poeta e ativista política indiana.
Conhecida como uma criança prodígio e lutadora pela liberdade, além de poeta, Naidu foi a primeira mulher indiana a se tornar presidente do Congresso Nacional Indiano e a primeira mulher a tornar-se a governadora da província de Uttar Pradesh. Foi uma importante figura no Movimento de independência da Índia do domínio britânico. Mahatma Gandhi, depois de ler seus poemas, a apelidou de "o rouxinol da Índia".
Nascida em uma família bengali, Naidu estudou em Chennai, Londres e Cambridge, período em que teve contato com o movimento sufragista e que a levou a se interessar pelo Congresso Nacional Indiano e o movimento de independência da Índia. Naidu tornou-se parte do movimento nacionalista indiano e seguidora de Gandhi. Foi indicada para a presidência do Congresso Nacional Indiano em 1925 e depois se tornou a governadora das Províncias Unidas, em 1947, tornando-se a primeira mulher a se tornar governadora na Índia.
Na escrita, Naidu investiu em poemas, tanto adultos quanto infantis, tendo escrito tratados que incluíam temas como patriotismo, romance e drama. Publicou em 1912 "In the Bazaars of Hyderabad", um de seus poemas mais famosos. Foi casada com Govindarajulu Naidu, a médico clínico-geral, com quem teve cinco filhos.

## Biografia

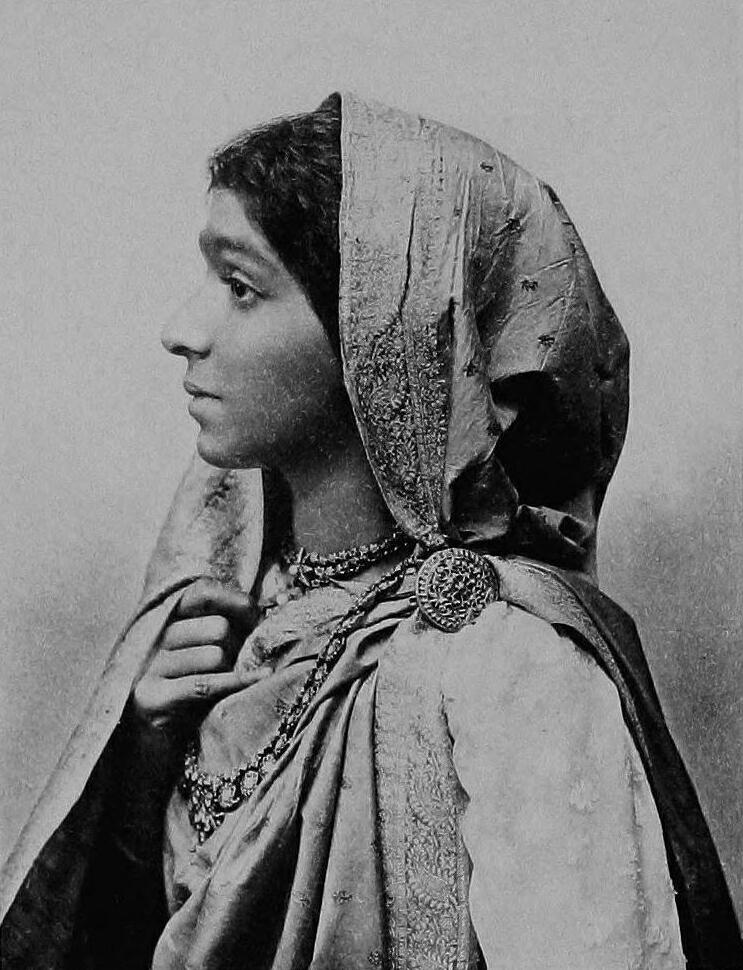
Sarojini Naidu em 1912

Naidu nasceu em Hyderabad, em 1879, em uma família bengali brâmane. Seu pai, Aghorenath Chattopadhyay, era o diretor da do Nizam's College em Hyderabad. A casa onde cresceu fica em Bikrampur, hoje em Bangladesh. Seu pai Aghorenath era doutor em ciências pela Universidade de Edimburgo, tendo retornado a Hyderabad após a defesa, onde se tornou o administrador do Hyderabad college, que se tornou o Nizam. Sua mãe, Barada Sundari Devi Chattopadhyay, era poeta, escrevendo principalmente em bengali.
Era a filha mais velha entre oito filhos do casal. Seu irmão, Virendranath Chattopadhyay, foi um revolucionário, enquanto Harindranath foi poeta, dramaturgo e ator. Sua família era muito bem-quista em Hyderabad, não apenas pela administração do Nizam College como também por ser um dos mais respeitados artistas de seu tempo. Na época, ser um artista era considerado uma profissão de risco devido à repressão britânica.

## Educação
Naidu passou nos exames admissionais da Universidade de Madras e depois ficou quatro anos sem estudar. Em 1895, uma bolsa de estudos do Nizam College deu-lhe a chance de estudar na Inglaterra, primeiro no King's College, em Londres, depois no Girton College, em Cambridge.

## Casamento
Naidu conheceu Paidipati Govindarajulu Naidu, um médico, aos 19 anos e depois de completar os estudos, os dois se casaram. Na época, o casamento entre membros de castas diferentes não era muito comum, mas ambas as famílias aprovaram o casamento. Sarojini era bengali e Paidipati era de Andhra Pradesh, culturas bastante diferentes.
O casal teve cinco filhos. Uma de suas filhas, Padmaja Naidu, também se juntaria ao movimento de independência, tendo sido indicada governadora do estado de Uttar Pradesh logo após a independência do país.

## Carreira política

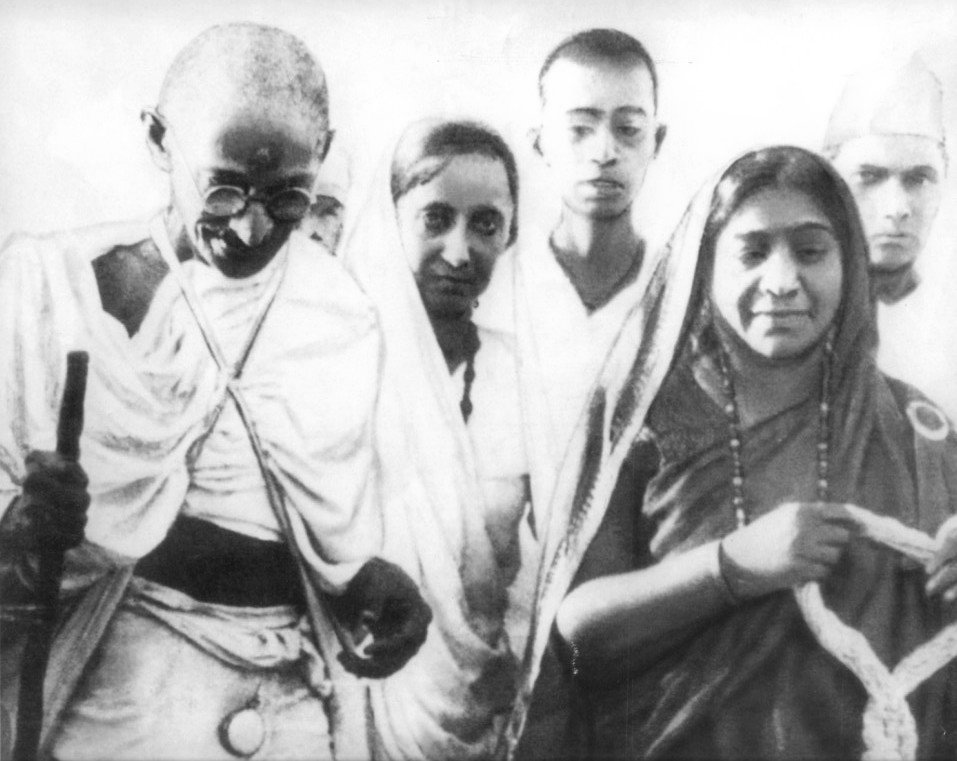
Sarojini Naidu (à direita) com Mahatma Gandhi durante a Marcha do Sal, 1930

Naidu juntou-se ao Movimento de independência da Índia a partir da Partição de Bengala (1905). Ela logo conheceu vários líderes do movimento, como Gopal Krishna Gokhale, Rabindranath Tagore, Mahatma Gandhi e se inspirou em seus trabalhos na busca da libertação do rigem colonial britânico e em busca de reforma social.
Entre 1915 e 1918, Naidu viajou por diferentes regiões da Índia, entregando materiais sobre reforma social, emancipação feminina e nacionalismo e ajudou a estabelecer um movimento sugrafista na Índia, em 1917. No final do mesmo ano, junto de sua colega, Annie Besant, que era presidente da Home Rule League e da Associação de Mulheres Indianas, Naidu lutou pelo sufrágio em frente ao Parlamento Britânico, em Londres. Naidu esteve em Londres mais uma vez em 1919, como parte da comitiva da All India Home Rule League, em seus esforços pela libertação da Índia do regime britânico. De volta à Índia em 1920, ela se juntou a Gandhi durante a Marcha do Sal.

## Morte
Naidu retornou de Nova Deli em 15 de fevereiro de 1949 e recebeu recomendações médicas de descansar. Assim todos os eventos oficiais foram cancelados, mas sua saúde começou a se deteriorar. Uma sangria foi feita na noite de 1 de março depois de Naidu reclamar de fortes dores de cabeça. Às 3:30 da manhã, horário local da Índia, em 2 de março de 1949, Naidu teve uma severa crise de tosse e colapsou após sofrer um infarto.
Os ritos funerários foram feito nas margens do rio Gomati, um afluente do Ganges.

## Legado
Ao analisar seu legado político, o escritor e filósofo britânico, Aldous Huxley, escreveu:
| “ | Tive a sorte, de encontrar a sra. Sarojini Naidu, em Bombaim, recém-eleita Presidente do Congresso da Índia e uma mulher que combina da maneira mais notável grande poder intelectual com charme, doçura e uma energia vigorosa, um ampla cultura com originalidade e seriedade com humor. Se todos os políticos indianos forem como a sra. Naidu, então este é um país de sorte. | ” |

O asteroide 5647 Sarojininaidu, descoberto por Eleanor Helin, no Observatório Palomar em 1990, recebeu esse nome em sua homenagem.